# Новотроїцька сільська рада (Тальменський район)
Новотро́їцька сільська рада (рос. Новотроицкий сельский совет) — сільське поселення у складі Тальменського району Алтайського краю Росії.
Адміністративний центр — село Новотроїцьк.

## Населення
Населення — 881 особа (2019; 965 в 2010, 1106 у 2002).

## Склад
До складу сільської ради входять:
| Населений пункт   | Населення, осіб (2002) | Населення, осіб (2010) |
| ----------------- | ---------------------- | ---------------------- |
| Мітюшово, село    | 57                     | 37                     |
| Новотроїцьк, село | 672                    | 591                    |
| Таскаєво, село    | 377                    | 337                    |